# Alois Stöger (Politiker)

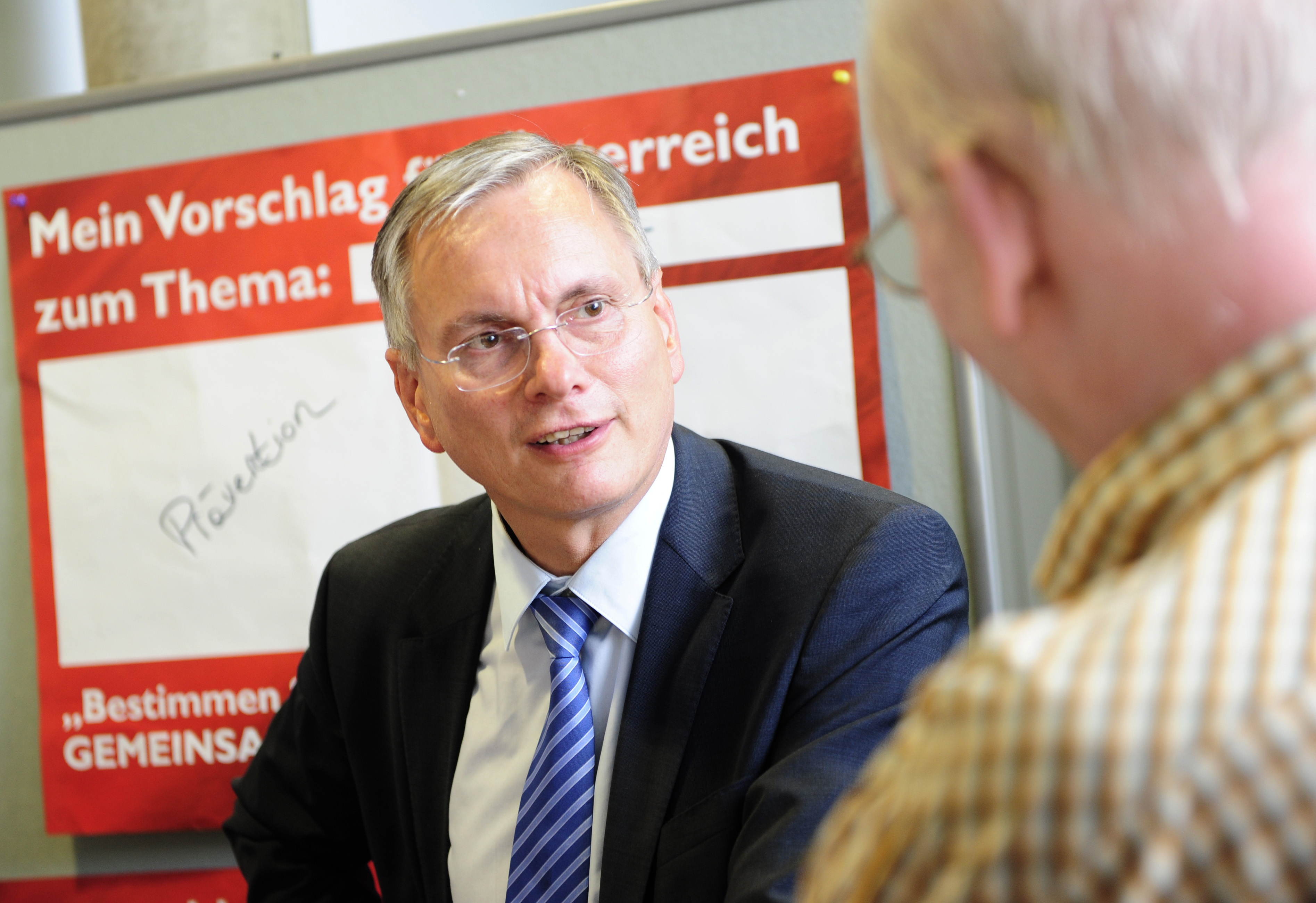
Alois Stöger, 2013

Alois Stöger (* 3. September 1960 in Linz) ist ein österreichischer Gewerkschafter (FSG) und Politiker (SPÖ). Er war von Dezember 2008 bis 1. September 2014 österreichischer Gesundheitsminister, von September 2014 bis Jänner 2016 österreichischer Minister für Verkehr, Innovation und Technologie und vom 26. Jänner 2016 bis 18. Dezember 2017 Arbeits- und Sozialminister Österreichs. 

## Leben
Nach der Schulausbildung absolvierte der im oberösterreichischen Allerheiligen im Mühlkreis aufgewachsene Stöger eine Lehre als Maschinenschlosser bei der VÖEST in Linz. Im Jahr 1982 wurde er Vorsitzender der oberösterreichischen Gewerkschaftsjugend, ab 1986 war er Sekretär der Gewerkschaft Metall-Bergbau-Energie. Außerdem war er von 1997 bis 2003 Gemeinderat und von 2003 bis 2008 Stadtrat in Gallneukirchen. Neben seiner beruflichen Tätigkeit als Gewerkschaftsfunktionär absolvierte er Fortbildungskurse in der Sozialakademie der Arbeiterkammer Wien und in der Europäischen Sozialakademie. Außerdem schloss er das Fernstudium der „Sozialen Praxis“ an der Marc-Bloch-Universität in Straßburg ab.
Mitte 2005 wurde er einstimmig zum Obmann der Oberösterreichischen Gebietskrankenkasse (OÖGKK) gewählt. Er erhielt aufgrund der finanziellen Führung der OÖGKK großen Zuspruch von seiner Partei.
Stöger ist zum zweiten Mal verheiratet und hat eine erwachsene Tochter aus erster Ehe.

## Politik
Am 24. November 2008 wurde Stöger vom SPÖ-Obmann Werner Faymann zum Gesundheitsminister in der neu zu bildenden österreichischen Bundesregierung designiert und am 2. Dezember 2008 zusammen mit der Bundesregierung Faymann I angelobt.
Ein Hauptanliegen war das Kassensanierungspaket, das Stöger im April 2009 im Ministerrat vorlegte. Dieses sah vor, die vorhandenen finanziellen Defizite der Krankenkassen zu mindern.
Als Gesundheitsminister wurde er im Bezug auf den Nichtraucherschutz vielseitig kritisiert. Die Grünen-Abgeordnete Eva Glawischnig-Piesczek warf Stöger Gleichgültigkeit vor und bezeichnete seine Lösung von baulich getrennten Nichtraucher-/Raucherbereichen als Farce.
Weitere Schwerpunkte seiner Politik waren Ernährung und gesundes Essen. Ab Anfang 2011 setzte der Gesundheitsminister dazu den „Nationalen Aktionsplan Ernährung“ (NAP.e.) um.
Nach der Krankenkassensanierung und der Schaffung von Gruppenpraxen hatte Stöger im Herbst 2010 mit Verhandlungen zu einer bundesweiten Gesundheitsreform begonnen. Bei der Gesundheitsreform sollten Planung, Steuerung und Finanzierung im Gesundheitsbereich in eine gemeinsame Verantwortung gelegt und die Transparenz erhöht werden. Die Reform wurde am 26. April 2013 mit den Stimmen von SPÖ, ÖVP und den Grünen im Nationalrat beschlossen.
Ab 1. September 2014 war er Bundesminister für Verkehr, Innovation und Technologie. 2014 drohte er in dieser Funktion mit einer Klage Österreichs gegen die in Deutschland geplante PKW-Maut wegen Verletzung des EU-Diskriminierungsverbots. Die EU-Kommission schloss sich der Ansicht an, dass die geplante Abgabe mit EU-Recht nicht vertretbar sei. Im Sommer 2015 schließlich verschob die Bundesrepublik Deutschland die Einführung bis zu einem Beschluss des Europäischen Gerichtshofs.
2015 verschickte sein Ministerium einen Erlass, der „Nazi-Kennzeichen“ (zum Beispiel „NSDAP“, „88“ oder „HH“) als Wunschkennzeichen nicht mehr erlaubt. Die Liste der verbotenen Codes wurde vom Mauthausen Komitee Österreich ausgearbeitet und umfasst auch Kfz-Kennzeichen wie „ISIS“ oder „IS“.
Ab 26. Jänner 2016 war Stöger Sozialminister. Im Juli 2017 startete das Sozialministerium die „Aktion 20.000“, um die Arbeitslosigkeit bei älteren Arbeitnehmern zu senken. Stöger forderte vor der Nationalratswahl 2017, bei der er auch Spitzenkandidat in Oberösterreich war, Verbesserungen für Mindestpensionisten. In seiner Amtszeit wurde außerdem der Pflegeregress abgeschafft, was bedeutet, dass das Privatvermögen von Pflegebedürftigen für Pflegekosten nicht mehr herangezogen werden darf. Im November 2016 beauftragte Stöger den VKI, eine Verbandsklage gegen die BAWAG einzubringen, da diese ein neues Kontomodell eingeführt hatte, bei dem Kunden teils schon ab der zweiten Automatentransaktion eine Gebühr zahlen müssen. 2016 wurde unter Stöger das Budget für das AMS um fast 200 Millionen Euro erhöht. Stöger wollte 2016 auch eine bundesweite Regelung der bedarfsorientierten Mindestsicherung erreichen, scheiterte aber am Widerstand der Bundesländer.
Stöger wurde 2016 dafür kritisiert, dass die Pensionen im folgenden Jahr um nur 0,8 Prozent erhöht und mit einer einmaligen Zahlung von 100 Euro, dem „Pensionisten-Hunderter“, abgegolten wurden. Diese 100 Euro wurden allerdings nicht in jedem Bundesland ausgezahlt.
Von 15. Februar 2017 bis zum Tod von Gesundheits- und Frauenministerin Sabine Oberhauser am 23. Februar 2017 vertrat Stöger Oberhauser, nachdem diese angekündigt hatte, sich mehreren Operationen unterziehen zu müssen und ihr Amt momentan nicht wahrnehmen könne. Von 24. Februar 2017 bis 8. März 2017 war Stöger vorübergehend mit den Agenden des Gesundheits- und Frauenministeriums von Bundespräsident Alexander Van der Bellen betraut worden.
Ab November 2017 bis Oktober 2024 war Stöger Abgeordneter zum Nationalrat, seit März 2018 ist er Leiter der Sozialpolitik der Gewerkschaft PRO-GE.
Nach dem Rückzug von Michael Lindner im November 2024 übernahm Stöger im Dezember 2024 interimistisch die Führung der SPÖ Oberösterreich. Bis zum geplanten Parteitag im September 2025 soll ein Nachfolger gefunden werden.

## Ehrungen und Auszeichnungen
- Großes Goldenes Ehrenzeichen am Bande für Verdienste um die Republik[25][26]